# Strainteori
Strainteori inom sociologi, föreslår att påtryckningar härrörande från samhälleliga strukturerade normer och värderingar,  exempelvis brist av inkomst eller brist på kvalitetsutbildning, kan driva individer att begå brott. Idéerna bakom strainteorin utvecklades först på 1930-talet av den amerikanska sociologen Robert K. Merton, vars arbete blev särskilt inflytelserikt på 1950-talet. Andra forskare redogjorde för liknande idéer, inklusive den amerikanska kriminologen Albert Cohen och de amerikanska sociologerna Richard Cloward och Lloyd Ohlin. Klassisk strainteori fokuserade främst på missgynnade grupper, där ambitioner och oförmågan att uppnå dessa mål ansågs vara en drivande faktor bakom brott. Individer vars inkomster placerade dem under fattigdomsgränsen, till exempel, kunde inte förverkliga gemensamma, socialt accepterade ambitioner med lagliga medel, och därmed kan öka risken för att individer söker illegitima vägar för att uppnå sina mål.

## Tidiga teorier

### Anomi
Sociologen Émile Durkheim menade att alla institutioner och individer i det moderna samhället fyller en funktion. Samhället regleras och hålls ihop av en gemensam syn på moral och normer. När regleringen försvinner och bryts upp skapas något Durkheim kallade anomi. Anomi är ett tillstånd där samhällets normer försvagas eller blir motstridiga, vilket kan leda till att individer inte längre styrs av klara regler för hur de bör agera för att nå sina mål. Eftersom normerna försvagas ses till exempel olagliga metoder inte längre som något problem. Robert K. Merton vidareutvecklade Durkheims begrepp. Han menade att anomi beskriver ett tillstånd i samhället där det råder en spänning mellan kulturella mål och de legitima medlen att uppnå dem. Merton introducerade begreppet strain för att beskriva individens subjektiva upplevelse av denna strukturella spänning. Strain är en typ av stress som kan leda till avvikande beteende.

## Klassisk strainteori

### 1930-tal, Mertons teori
Den första regelrätta strainteorin introducerades av Robert K. Merton i slutet av 1930-talet och är en strukturell syn och utveckling på Durkheims teori om anomi. Mertons teori är att förklara avvikande beteende såsom brottslighet genom en stress som uppkommer när människor inte har medel att uppnå de mål samhället framfört som normer.

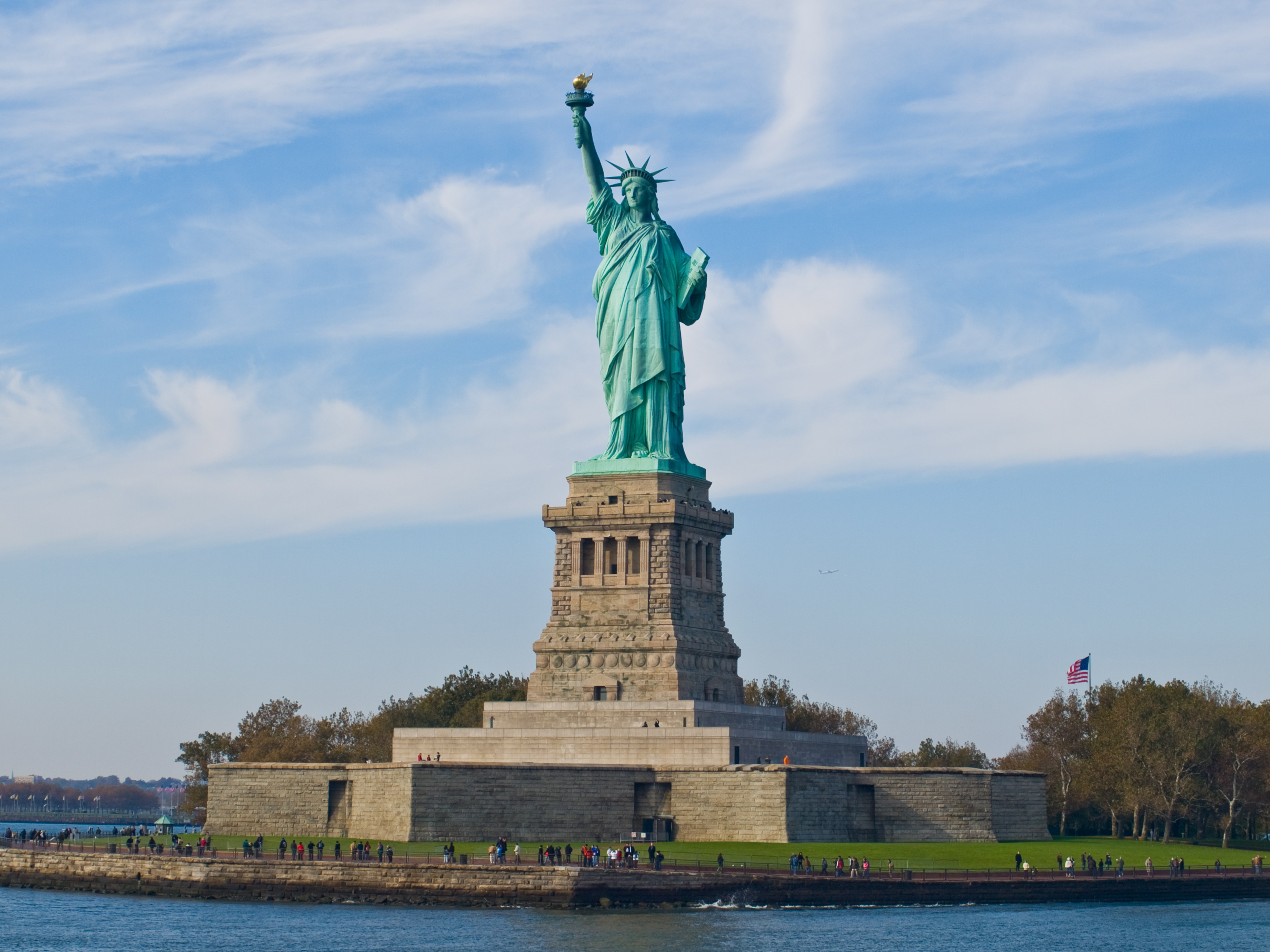
Frihetsgudinnan symboliserar för många den amerikanska drömmen. Sociologen Robert K. Merton tog drömmen som exempel och menade att ett misslyckande att nå den amerikanska drömmen kunde leda till något han benämnde strain. En möjlig reaktion människor kan ha till strain är att begå brott, till exempel stöld.

Enligt Merton utformar etablerade normer i samhället de mål som människor vill uppnå. Merton tog exemplet om den amerikanska drömmen, där en specifik norm om individuell framgång mätt i ackumulerad förmögenhet leder människor till att söka en viss ekonomisk ställning. Samtidigt menade Merton att ojämlika strukturer hindrade särskilt individer i de lägre samhällsklasserna från att uppnå de kulturellt angivna målen. När människor på så vis i ett samhälle hindras från att nå kulturellt eftersträvansvärda mål bildas vad Merton benämner som strain.
Arbetslöshet, fattigdom eller annan social och ekonomisk exkludering kan vara grunden till strain och reaktioner på strain.
De som å ena sidan accepterar målet om individuell framgång i form av till exempel inkomst eller förmögenhet men som samtidigt saknar lagliga metoder för att nå målet kan tappa tron på systemet och söka alternativa vägar för att nå sina mål. På det här sättet menade Merton att strain även ger upphov till anomi. Enligt Merton finns det flera olika sätt att hantera strain, där en möjlig reaktion är att söka ekonomisk vinning genom tvivelaktiga eller olagliga metoder, vilka kan innefatta att sälja droger eller stjäla saker.
I Mertons strainteori beskrivs fem typer av respons som sker för att skapa medel som möter målen:
1. Konformitet, att individer följer samhällets normer och försöker genom legitima medel hitta arbete för att uppnå målen.
2. Innovation, vilket är personer som vill uppnå de samhälleliga normativa målen, men som inte kan eller vill göra det legitimt och istället drar sig till ekonomisk brottslighet. Detta kriterium förklarar bland annat inbrott, rån, bedrägeri och organiserad brottslighet.
3. Ritualism, vilket är människor som följer de samhälleliga normativa medlen, men som glömt målet. Sådana individer kan beskrivas som ”slavar” till samhällets regler och följer dessa utan att bry sig om vad resultatet av beteendet blir.
4. Tillbakadragande, är de individer som gett upp på både samhällets mål och medel, och har istället blivit exkluderade ur det normativa majoritetssamhället. Denna grupp kan förklara beteende hos exempelvis narkomaner och alkoholister.
5. Uppror, människor som aktivt avvisar de samhälleliga normerna och som istället vill förändra samhället, målen och medlen. I denna grupp kan brottslighet såsom terrorism och anarkism förklaras.

### 1950-tal, Cohen
En kritik som lyftes mot Mertons idéer var att hans teori tycktes peka på att avvikande beteenden var målinriktade och funktionella. En av de som vände sig mot det här var Albert K. Cohen som på 1950-talet lade fram sin variant på strainteori. Cohen menade att en stor del av ungdomsförbrytelser i synnerhet inte alls syftade till att nå något särskilt mål. Skadegörelse och gängbråk tycktes inte alls fylla något syfte att t.ex. uppnå den amerikanska drömmens mål om personlig och ekonomisk framgång.
Cohen reviderade teorin och lyfte fram att exempelvis många pojkar från arbetarklassen saknade den kunskap eller de förmågor som krävdes för att nå upp till traditionella förväntningar inom medelklassen. Som en följd av det här tenderade pojkar från arbetarklassen att misslyckas oftare i skolan och att oftare stämplas som problem av skolpersonal och jämnåriga medelklassungdomar. I förlängningen leder svårigheterna att ungdomarna hindras att ta legitima vägar in till medelklassens status och framgång, något som skapar frustration. För att hantera frustrationen tenderar enligt Cohen särskilt pojkar att bilda gäng för att kunna göra uppror mot traditionella medelklass-förväntningar. Genom att bilda egna gäng kan ungdomarna skapa alternativa statussystem som framhäver mål som är möjliga att uppnå för de frustrerade ungdomarna, till exempel hårdhet eller förmågan att slåss.

## Allmän strainteori
De klassiska strainteorierna från Merton fokuserar endast på en typ av negativt förhållande där andra hindrar individen från att uppnå positivt värderade mål. Robert Agnew utvecklade 1992 den allmänna strainteorin eftersom han ansåg att Mertons modell inte tillräckligt fångade alla former av strain som kan leda till brottslighet, särskilt bland ungdomar. Agnew betonade att individer inte bara påverkas av långsiktiga mål som monetär framgång, utan också av mer omedelbara mål såsom popularitet, atletisk framgång och social status. Strain kan därmed uppstå både vid misslyckande att nå mål och vid oförmåga att fly från svåra situationer. Forskning visar att strain särskilt bland ungdomar ofta är kopplat till aggressiva eller riskfyllda handlingar, vilket kan förklara våldsbrott och utagerande beteenden. Samtidigt påpekade Agnew att inte alla som utsätts för strain utvecklar brottsligt beteende; tillgång till copingstrategier, socialt stöd, självkontroll och personlighetsdrag spelar en avgörande roll. En nyckelkomponent i Agnews allmänna strainteori är också känslornas betydelse: ilska anses särskilt förstärka risken för utåtriktad brottslighet, medan sorg och depression snarare kan kopplas till inåtvända problem såsom missbruk eller självdestruktivt beteende.
Den allmänna strainteorin bygger på traditionell strainteori men den allmänna strainteorin bygger på nya strain källor. Främst fokuserar den på tre kategorier av belastning eller negativa relationer med andra: 1: det faktiska eller förväntade misslyckandet med att uppnå positivt värderade mål, 2: det faktiska eller förväntade avlägsnandet av positivt värderade stimuli, 3: den faktiska eller förväntade presentationen av negativa stimuli. Den allmänna strainteorin utvidgar alltså betydelsen av strainteorin till att omfatta fler typer av negativa relationer mellan individen och andra. Teorin synliggör även vissa relevanta belastnings dimensioner som bör beaktas i empirisk forskning, inklusive storleken, varaktigheten och klustringen av svåra händelser. Den allmänna strainteorin kan ge en mer omfattande redogörelse för de kognitiva, beteendemässiga och emotionella anpassningarna till strain.
Den allmänna strainteorin är bredare än andra strainteorier. Den allmänna strainteorin utgår från tre kategorier av mätning, 1: de som fokuserar på misslyckandet med att uppnå positiv stimuli, 2: de som fokuserar på förlust av positiv stimuli, 3: de som fokuserar på presentation av negativ stimuli.
I den allmänna strainteorin är ilska den mest centrala känsloreaktionen. Ilska uppstår när individer upplever att deras motgångar orsakas av andra. Det är en viktig känsla eftersom den förstärker individens upplevelse av "skada", ökar begäret efter hämnd, engagerar individen till handling och kan sänka individens hämningar. Ilska tenderar därför att leda till utåtriktade handlingar såsom aggressivitet och våld, medan känslor som sorg och depression i högre grad är kopplade till inåtriktade problem som missbruk eller självdestruktivt beteende.

## Kritik
Teorin förklarar inte varför viss strain leder till brottslighet när annan strain inte gör det. Flera forskare är därför kritiska mot strainteori och menar att dess teorier inte kan förklara den omfattande karaktären av medelklassens brottslighet, dels att teorierna försummar andra mål än monetära framgångar/ ökad socioekonomisk status, försummar hinder för andra mål än socialklass samt att teorin inte tillräckligt förklarar varför endast vissa individer vänder sig till kriminalitet. Teorin förklarar därmed brott som uppstår i klasskillnader men kan exempelvis inte synliggöra andra maktstrukturer som kön, genus och etnicitet. Teorin kan därför vara användbar vid att förklara brottslighet som kan uppstå vid ekonomisk utsatthet, men är mindre lämpad att förklara brott med annan motivering, exempelvis sexualbrott.
Kritiken har fått flera forskare att revidera strainteorin. Nyare strainteori hävdar exempelvis att det finns en ungdomskultur som betonar flera omedelbara mål. Möjligheten att uppnå dessa mål beror på en mängd faktorer förutom socialklass även intelligens, attraktion, vilja att uppnå en känsla av spänning, personlighet och attraktionsförmåga. Vilket kan leda till att medelklass individer upplever att de saknar egenskaper eller färdigheter för att uppnå dessa mål genom legitima kanaler.